# Gagrella scutaurea
Gagrella scutaurea is een hooiwagen uit de familie Sclerosomatidae.